# Paris-Soleil
Pour plus de détails, voir Fiche technique et Distribution.
Paris-Soleil est un film français réalisé par Jean Hémard, sorti en 1933.

## Synopsis
Comédie et quiproquos autour d'amours contrariés à Paris mais qui finiront bien en Provence.
"Deux amis, Fernand, jeune journaliste, et Félix, compositeur et chanteur de cabaret, s'éprennent en même temps de Suzelle, la charmante nièce de la fleuriste Maria. Suzette préfère Félix, mais un jour elle croit que le jeune homme s'est amouraché d'une vedette de cinéma, Lucy Dormoy. Pour se venger de l'infidèle, elle participe au concours de beauté organisé par le journal où collabore Fernand. La tante Maria s'imagine aussitôt que l'honneur de sa nièce est perdu ; elle câble à son frère Justin, qui accourt aussitôt de son village du Var. Suzelte est proclamée gagnante du tournoi, et Justin, dans sa joie, ne songe plus à morigéner sa nièce. Suzelte pense toujours à Félix ; elle est prête à lui pardonner, lorsque, dans un cabaret de nuit où l'ont entraînée ses amis et son oncle pour fêler son succès, elle aperçoit le jeune homme à la table de Lucy Dormoy. C'en est. trop, et Suzette annonce à son oncle qu'elle veut retourner en Provence. Là-bas, parmi les fleurs, le brave homme surprend le secret de la jeune fille ; il fait venir aussitôt Félix qui n'aura aucun mal à démontrer son innocence à celle qu'il aime."

## Fiche technique
- Titre : Paris-Soleil
- Réalisation : Jean Hémard
- Scénario et dialogues : Michel Mourguet (pseudonyme de Michel Duran)
- Photographie : René Gaveau
- Musique : Claude Pingault, René Sylviano
- Production : Les Films Félix Méric
- Pays d'origine :  France
- Format :  Noir et blanc - 1,37:1 - 35 mm - son mono
- Genre : Comédie
- Durée : 84 minutes
- Date de sortie : France, 3 février 1933

## Distribution
- Fred Pizella : Félix
- Jane Marny : Suzette
- Claude Dauphin : Fernand
- Fortuné : Justin
- Alida Rouffe : la tante Maria
- Janine Guise : Lucy
- Marcel Simon : Lorrière
- Paulette Dubost